# Eustrotia marginata
Eustrotia marginata är en fjärilsart som beskrevs av Moore 1881. Eustrotia marginata ingår i släktet Eustrotia och familjen nattflyn. Inga underarter finns listade i Catalogue of Life.